# 多米尼克·卡洪
多米尼克·卡洪（捷克語：Dominik Kahun，1995年7月2日—），德国男子冰球运动员。他曾代表德国参加2018年和2022年冬季奥林匹克运动会冰球比赛，其中2018年冬季奥运会获得一枚银牌。